# Безька діоцезія
Бе́зька діоце́зія (лат. Dioecesis Beiensis; порт. Diocese de Beja) — діоцезія римського обряду Католицької церкви в Португалії, з центром у місті Бежа. Охоплює терени Безького округу. Входить до складу Еворської церковної провінції. Суфраганна діоцезія Еворської архідіоцезії. Заснована 10 липня 1770 року. Голова — єпископ Безький. Центральний храм — Безький собор.  Площа — 12,300 км². Населення — 223,200 ос.; з них католики — 186,100 ос. (83.4%). Чинний голова — Жозе Жуан душ Сантуш Маркуш, єпископ Безький.

## Назва
- Бе́зька діоце́зія (лат. Dioecesis Beiensis;  порт. Diocese de Beja)
- Бе́зьке єпископство (порт. Bispado de Beja)

## Історія
- 10 липня 1770: створена Безька діоцезія шляхом виокремлення зі складу Еворської архідіоцезії[1], за понтифікату римського папи Климента XIV і правління португальського короля Жозе I.

## Єпископи
- Жозе Жуан душ Сантуш Маркуш

## Статистика
Згідно з «Annuario Pontificio» і Catholic-Hierarchy.org:
| Рік  | Населення | Населення | Населення | Священики | Священики | Священики | Священики           | Диякони | Ченці    | Ченці | Парафії |
| Рік  | католики  | загалом   | %         | загалом   | секулярні | ченці     | вірних на священика | Диякони | чоловіки | жінки | Парафії |
| ---- | --------- | --------- | --------- | --------- | --------- | --------- | ------------------- | ------- | -------- | ----- | ------- |
| 1949 | 258.595   | 334.504   | 77,3      | 46        | 43        | 3         | 5.621               |         | 2        | 36    |         |
| 1958 | 290.189   | 352.956   | 82,2      | 59        | 57        | 2         | 4.918               |         | 2        | 35    | 116     |
| 1969 | 309.285   | 340.400   | 90,9      | 77        | 72        | 5         | 4.016               |         | 7        | 101   | 42      |
| 1980 | 234.000   | 272.000   | 86,0      | 69        | 58        | 11        | 3.391               |         | 14       | 111   | 115     |
| 1990 | 229.000   | 247.800   | 92,4      | 64        | 50        | 14        | 3.578               |         | 15       | 82    | 120     |
| 1999 | 190.000   | 226.000   | 84,1      | 54        | 42        | 12        | 3.518               | 4       | 13       | 85    | 117     |
| 2000 | 190.000   | 226.000   | 84,1      | 56        | 44        | 12        | 3.392               | 4       | 13       | 85    | 117     |
| 2001 | 190.000   | 226.000   | 84,1      | 58        | 41        | 17        | 3.275               | 4       | 17       | 82    | 117     |
| 2002 | 184.194   | 220.194   | 83,7      | 56        | 39        | 17        | 3.289               | 7       | 20       | 81    | 118     |
| 2003 | 184.194   | 220.194   | 83,7      | 58        | 41        | 17        | 3.175               | 4       | 17       | 82    | 118     |
| 2004 | 184.194   | 220.794   | 83,4      | 58        | 40        | 18        | 3.175               | 4       | 18       | 80    | 119     |
| 2006 | 184.900   | 221.700   | 83,4      | 55        | 42        | 13        | 3.361               | 5       | 14       | 71    | 119     |
| 2012 | 186.100   | 223.200   | 83,4      | 55        | 43        | 12        | 3.383               | 5       | 12       | 59    | 119     |
| 2015 | 174.200   | 209.800   | 83,0      | 55        | 42        | 13        | 3.167               | 10      | 14       | 48    | 120     |